# Hípica als Jocs Olímpics d'estiu de 1968
Als Jocs Olímpics d'Estiu de 1968 celebrats a Ciutat de Mèxic (Mèxic) es disputaren sis proves d'hípica: doma clàssica, concurs complet i salts, tant en categoria individual com per equips. La competició es desenvolupà entre els dies 18 i 21 d'octubre de 1968 als centres eqüestres de Campo de Marte de la mateixa ciutat de Mèxic i el Club de Golf Avándaro de Valle de Bravo.
Hi participaren un total de 125 genets, 103 homes i 22 dones, de 18 comitès nacionals diferents.

## Resum de medalles
| Prova                                | Or                                                                                                  | Argent                                                                                               | Bronze                                                                                                |
| Doma clàssica individual Detalls     | Ivan Kizimov amb Ikhor                                                                              | Josef Neckermann amb Mariano                                                                         | Reiner Klimke amb Dux                                                                                 |
| Doma clàssica per equips Detalls     | RFAJosef Neckermann amb Mariano · Reiner Klimke amb Dux · Liselott Linsenhoff amb Piaff             | Unió SovièticaYelena Petushkova amb Pepel · Ivan Kizimov amb Ikhor · Ivan Kalita amb Absent          | SuïssaHenri Chammartin amb Wolfdietrich · Marianne Gossweiler amb Stephan · Gustav Fischer amb Wald   |
| Concurs complet individual Detalls   | Jean-Jacques Guyon amb Pitou                                                                        | Derek Allhusen amb Lochinvar                                                                         | Michael Page amb Foster                                                                               |
| Concurs complet per equips Detalls   | Regne UnitDerek Allhusen amb Lochinvar · Richard Meade amb Cornishman V · Ben Jones amb The Poacher | Estats UnitsMichael Page amb · Foster · James C. Wofford amb Kilkenny · John Plumb amb Plain Sailing | AustràliaWayne Roycroft amb Zhivago · Brien Cobcroft amb Depeche · Bill Roycroft amb Warrathoola      |
| Salts d'obstacles individual Detalls | William Steinkraus amb Snowbound                                                                    | Marion Coakes amb Stroller                                                                           | David Broome amb Mr. Softee                                                                           |
| Salts d'obstacles per equips Detalls | CanadàJames Day amb Canadian Club · Thomas Gayford amb Big Dee · Jim Elder amb The Immigrant        | FrançaJean Rozier amb Quo Vadis · Janou Lefèbvre amb Rocket · Pere Jonqueres d'Oriola amb Nagir      | RFAHermann Schridde amb Dozent II · Alwin Schockemöhle amb Donald Rex · Hans Günter Winkler amb Enigk |

## Medaller
| Posició | País           | Or | Argent | Bronze | Total |
| 1       | Regne Unit     | 1  | 2      | 1      | 4     |
| 2       | RFA            | 1  | 1      | 2      | 4     |
| 3       | Estats Units   | 1  | 1      | 1      | 3     |
| 4       | França         | 1  | 1      | 0      | 2     |
| 4       | Unió Soviètica | 1  | 1      | 0      | 2     |
| 6       | Canadà         | 1  | 0      | 0      | 1     |
| 7       | Austràlia      | 0  | 0      | 1      | 1     |
| 7       | Suïssa         | 0  | 0      | 1      | 1     |